# Direitos LGBT na Argentina

Reconhecimento do casamento homossexual por país:
Casamento entre pessoas do mesmo sexo
União Civil
Sem reconhecimento
Sem reconhecimento (casamento homossexual proibido)
Homossexualidade ilegal

A Argentina foi o primeiro país na América Latina a legalizar o casamento igualitário entre pessoas do mesmo sexo e a  adoção por casais homossexuais em 15 de julho de  2010. A idade de consentimento para se ter relações é de 15 anos tanto para homossexuais como para heterossexuais. Em 2007, a Copa do Mundo Gay Internacional foi realizada em Buenos Aires, tendo como vencedora a equipe da Argentina. Nos últimos anos tem havido um esforço para encorajar os turistas LGBT para visitar Buenos Aires com a esperança de que o  aumento do turismo ajude a movimentar a economia.

## História

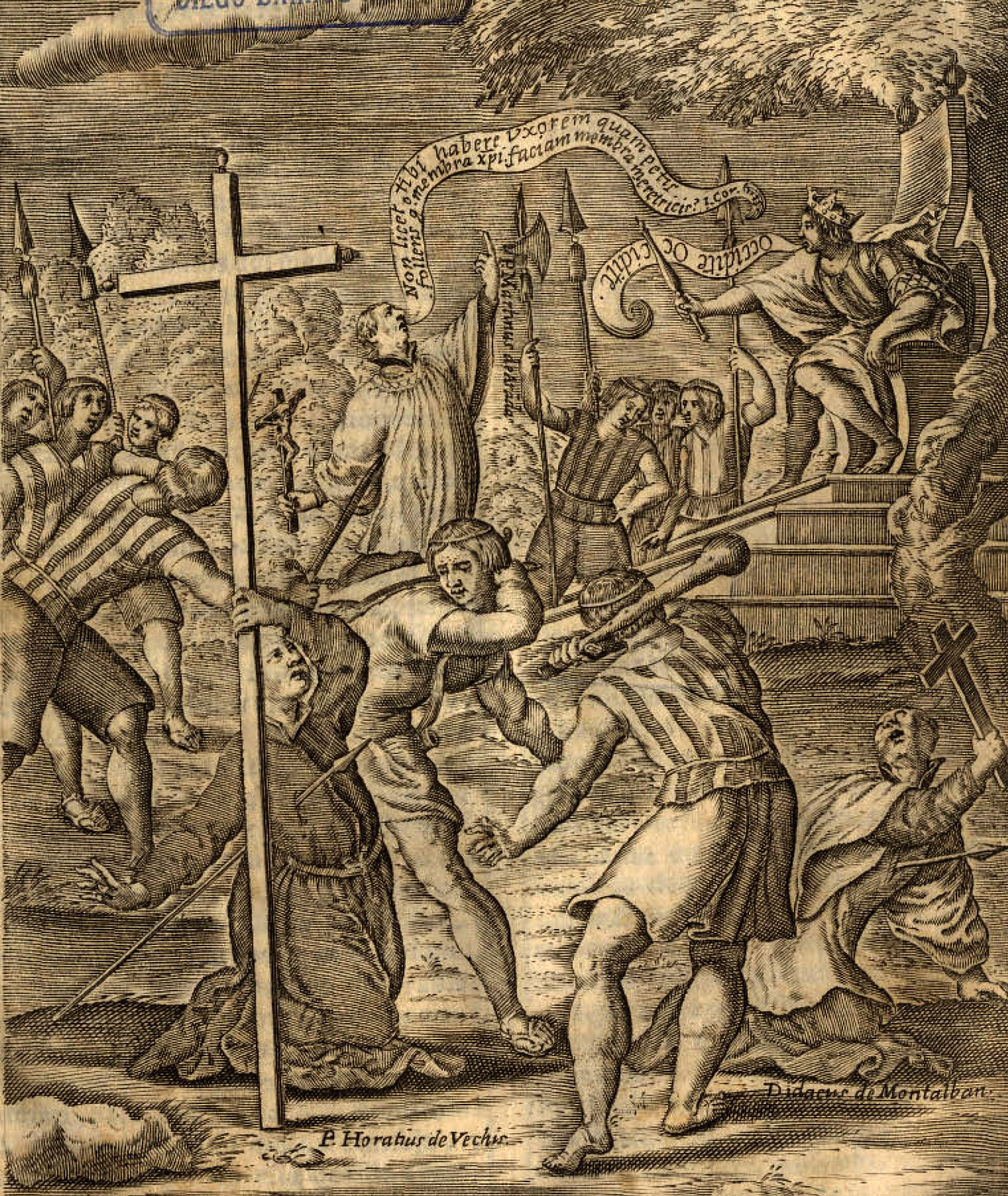
Jesuítas martirizados pelos mapuches em 1612 no Chile

A história LGBT na Argentina refere-se à diversidade de práticas e valorização culturais sobre sexualidade e de gênero que foram implantados historicamente no atual território da Argentina, desde os povos indígenas, passando por uma violenta repressão de posturas não heterossexuais que o Império Espanhol implantou durante a conquista e colonização. Após a independência em 1810-1816, a situação de pessoas LGBT seguiu a tendência da repressão moral, médica e psiquiátrica que caracterizava a Cultura ocidental em geral. A partir da década de 1960, as primeiras organizações LGBT foram criadas, no entanto com o estouro das ditaduras se reforçaram a repressão e agravaram as condições de vida dessas pessoas. Com a redemocratização em 1983, começou um novo processo de organização e mobilização LGBT, o que gerou grandes progressos, como a Lei da Igualdade de Casamento (2010) e a Lei de Identidade de Gênero (2012).

Os povos nativos que habitavam o atual território argentino tinham diferentes maneiras de abordar suas orientações sexuais  e identidades de gênero. Os Mapuches tradicionalmente valorizarão a igualdade entre homens e mulheres, dessa forma quem assumia suas identidades ou possuía características transexuais ou intersexuais não perdia qualquer privilégio, poder ou status. Os mapuches não possuíam ideias de gênero ou de sexo, pelo menos com relevância que lhes era concedido na Cultura europeia. Eles tinham o conceito e papel social denominado weye, que se referia as pessoas que não eram consideradas homens ou mulheres e que se moviam de forma complexa entre diferentes estados que combinavam características performativas, sexuais e de idades. Suas práticas sexuais admitia uma grande variedade e não estabelecia uma relação determinista com a anatomia. Por fim, não podemos deixar de citar a cultura guarani que também tinha um certo grau de aceitação para as pessoas que hoje chamamos de LGBT. 
Durante a Conquista espanhola, invasores e cronistas europeus relataram assiduamente que vários povos indígenas mantinham relações sexuais entre homens ou entre mulheres e apresentaram o fato como evidência de selvageria indígena e seu distanciamento do Deus cristão.  Essas histórias deram origem ao mito dos Gigantes Sodomitas da Patagônia.  Assim, a sodomia foi considerada como uma das causas justas que permitiram aos conquistadores espanhóis declarar guerra contra as populações indígenas. 
A colonização espanhola impôs a consideração da homossexualidade como um crime nefando, não natural e contrário a Deus, inclusive no impreciso crime de sodomia - associado a comportamentos sexuais contra a natureza - punindo os culpados a serem queimado na fogueira. No entanto não foram encontrados fontes que comprovam que houve alguém queimado nas fogueiras devido a sodomia. Da coroa espanhola vieram expressões como "marica" e "maricona", palavras que ainda hoje são usadas para denegrir homossexuais. O Dicionário da Academia Real Espanhola de 1734 inclui a palavra "marica" e a define como "efeminada, covarde, de pequeno brio". 
Ao longo do século XIX a homossexualidade foi tratada como uma patologia médica, sendo usada como uma acusação contra adversários políticos e havendo várias acusações de que ela foi trazida pelos estrangeiros. A única imagem pública da homossexualidade era a prostituição urbana masculina e os lugares públicos utilizados para o cruzeiro. Em 1914, foi publicado Los invertidos, do autor José González Castillo.
O assédio policial aumentou contra os LGBT durante a Década Infame, após o golpe cívico-militar de 1930. Com o surgimento do peronismo pouco antes do final da primeira metade do século XX, a situação dos homossexuais entrou em uma fase de ambiguidade.  Por um lado, foram estabelecidas normas repressivas, como a Lei nº 5109 sobre o regime eleitoral na província de Buenos Aires, que incluiu "homossexuais", literalmente, entre pessoas que não podiam votar "por causa da indignidade" (artigo 3, inciso l),  No entanto, não existe registro que a discriminação eleitoral teria sido aplicada.  O peronismo significou um "certo relaxamento dos costumes", aparecendo em Buenos Aires a primeira saunas gay, quando ainda nem existiam em Nova Iorque. 
Nos primeiros anos da década de 1970 e especialmente durante o terceiro peronismo (1973-1976), ocorreu um desenvolvimento excepcional do movimento LGBT, através da Frente de Libertação Homossexual (FLH). O FLH surgiu em 1971, como uma federação de organizações LGBT que buscava uma aliança com a esquerda política para avançar nos direitos civis, dois anos antes da Rebelião de Stonewall, quando quase não havia nenhuma organização LGBT no mundo. O FLH foi liderado por Néstor Perlongher e incluiu entre seus membros figuras como escritores Manuel Puig e Blas Matamoro, e o ensaísta Juan José Sebreli. 
Durante o governo da Héctor Cámpora, a FLH lançou a revista Somos e participou das grandes manifestações juvenis populares da época, aproximando-se de Montoneros. No ato de assunção de Cámpora, o FLH integrou a coluna da La Tendência com um sinal que citou uma frase da Marcha Peronista: "para que o amor e a igualdade reine na cidade".  Por essa razão, os grupos de direita peronista "acusaram" La Tendência, de ser "putos e drogados", fato que incentivou os militantes de La Tendência a adotar um slogan homofóbico ("Não somos fodidos, não somos drogados, somos soldados de FAR e Montoneros"), o que limitou a inserção do incipiente movimento LGBT argentino, no processo de mudança que abriu a presidência da Cámpora. 
O golpe de 1976 erradicou esse movimento e muitos dos seus membros estavam entre os milhares de desaparecidos. Pelo menos 400 pessoas foram presas - desapareceram por causa de sua orientação ou sua identidade sexual durante a última ditadura. Estes casos eram conhecidos, mas intencionalmente excluídos do relatório Nunca Más, realizado pela CONADEP sob a presidência de Raúl Alfonsín.
O retorno à democracia em 1983 permitiu a criação de um novo movimento para os direitos LGBT. Durante o início da democratização, abriu o primeiro bar gay e a comunidade LGBT começou a ser mais aberta, fazendo festivais, publicações e realizando um ativismo político forte. Durante a década de 1990, duas cidades, Buenos Aires e Rosário (Argentina), promulgaram formalmente legislação para proibir a discriminação com base na orientação sexual.

## Direitos Conquistados
Embora não tenha sido oficialmente reconhecido até 1992, o CHA (Comunidade Homossexual da Argentina) fez campanha pública pelos direitos humanos das pessoas LGBT. A primeira marcha foi realizada em 1992. O progresso jurídico e social significativo começou a ser visto na década de 1990. Em 1996, a orientação sexual foi protegida pela primeira vez na Constituição da Cidade Autônoma de Buenos Aires, um projeto apresentado por Carlos Jauregui da organização GaysDC. Em 2006, várias organizações são agrupadas para formar o FALGBT (Federação Argentina de Lésbicas, Gays, Bissexuais e Trans), a primeira organização desse no país.
No século XXI ocorreu vários avanços nos direitos LGBT na Argentina, como a Lei 26.862 de Reprodução Assistida Médica, sancionada em 5 de junho de 2013 e promulgada em 25 de junho de 2013, através da qual as mais variadas possibilidades de fertilização e implantação são permitidas e reguladas. Esta lei inclui mulheres solteiras e famílias homoparentais, exigências conduzidas pelo FALGBT. 
Desde julho de 2010, a Lei de Igualdade de Matrimônio está vigente, sendo o décimo país no mundo e o primeiro na América Latina. Decisão fortemente incentivada pela presidenta da época Cristina Kirchner. garantindo aos homossexuais os mesmos direitos conjugais que os heterossexuais, incluindo o direito à adoção e ao reconhecimento sem distinção da família homoparental. Em 2015, após a entrada em vigor do novo Código Civil e Comercial, casais de igual ou diferente sexo podem acessar a figura legal denominada União de convivência, com a qual o direito de viver como família é exercido, obtendo certos efeitos legais mesmo quando você não se casou. 
Em 2012, foi promulgada a Lei de Identidade de Gênero, que permite que as pessoas trans (travestis, transexuais e transgêneros) sejam registradas em seus documentos pessoais com o nome e sexo de sua escolha.  Apesar dos avanços legislativos, a homofobia e a discriminação continuam presentes em algumas leis e na sociedade argentina. Enquanto isso, não existem leis antidiscriminação a nível nacional, que incluem orientação sexual e identidade de gênero como categorias protegidas.
Em 2007, a Suprema Corte decidiu que um menor de idade tinha o direito legal de passar pelo processo de mudança de sexo e ter seus documentos legais alterados para refletir sua nova identidade. Em 2009, Marcela Romero ganhou o direito de ter sua identidade alterada, e recebeu um título honorário pelo governo. Ela continua sendo uma das principais defensoras dos direitos humanos das pessoas transexuais na Argentina. Em 2012 os senadores aprovaram por unanimidade a "Lei de Identidade de Gênero". Essa lei concede a adultos a cirurgia de mudança de sexo e terapia hormonal como parte de seus planos de saúde públicos ou privados. A lei também permite mudanças de gênero, imagem ou nome de nascimento no registro civil sem a aprovação de um médico ou um juiz. Em 2013 uma menina de seis anos chamada Luana, que nasceu um menino, tornou-se o primeiro filho transexual na Argentina com o seu novo nome mudado oficialmente em seus documentos de identidade. Ela é a mais jovem a se beneficiar da Lei de Identidade de Gênero do país.

## Serviço militar
Em 27 de fevereiro de 2009, o parlamento da Argentina aprovou uma ampla reforma militar. Uma das disposições desta reforma
permite que gays e lésbicas ingressem nas forças armadas e proíbe a discriminação com base na orientação sexual.